# Kraków Główny

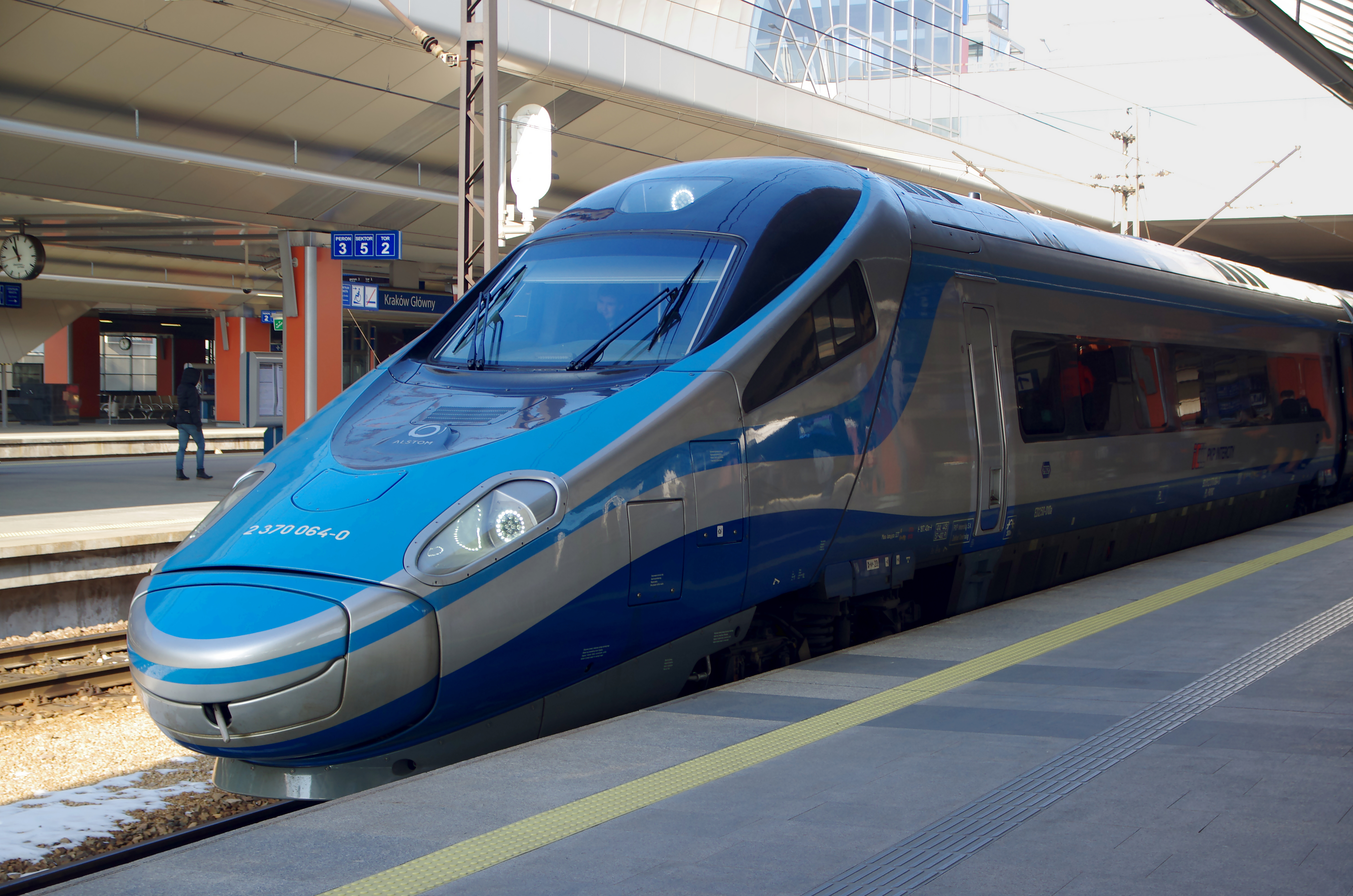
Pociąg ED250 spółki PKP Intercity na peronie stacji Kraków Główny

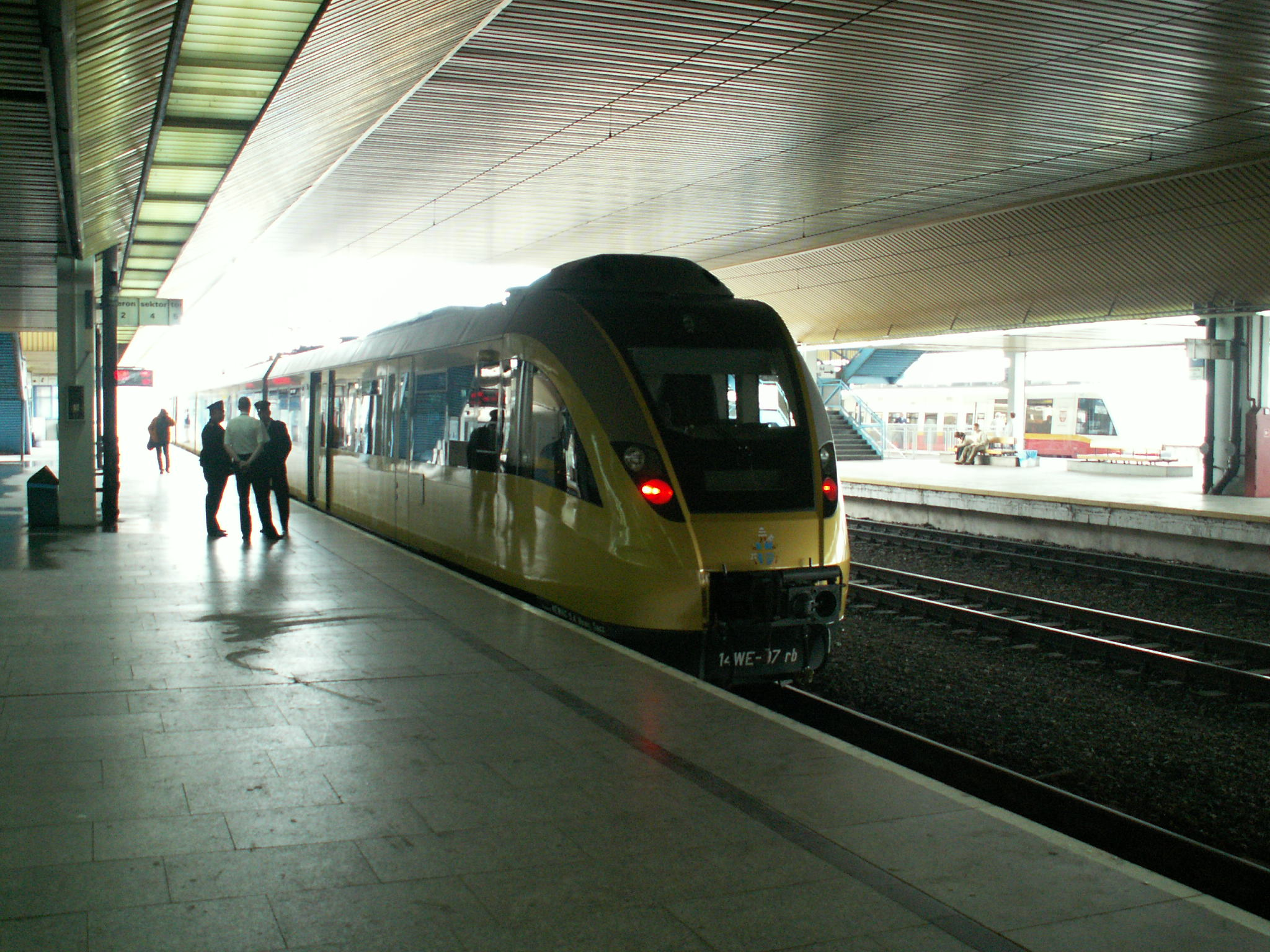
Pociąg papieski na peronie dworca głównego

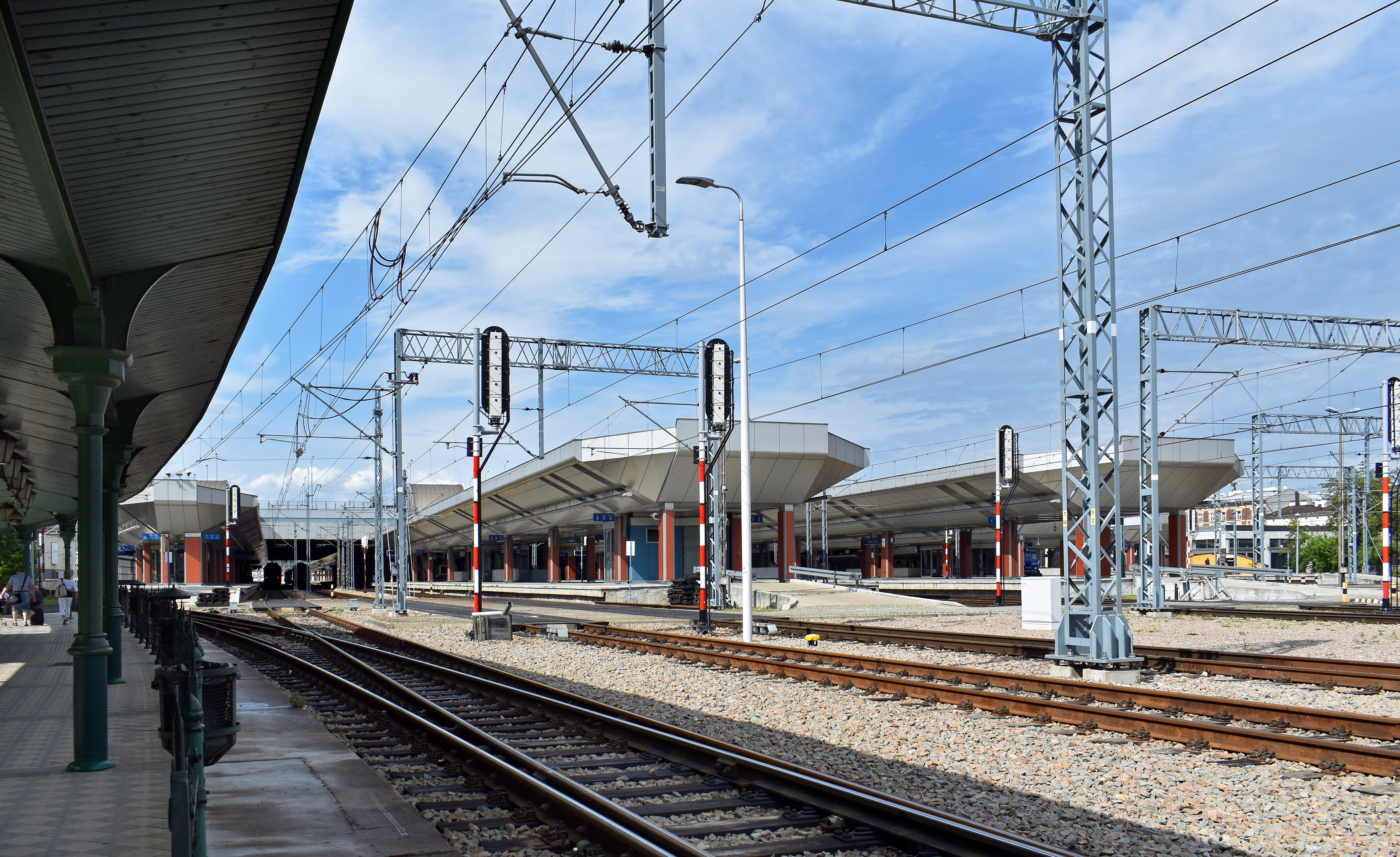
Nowe perony

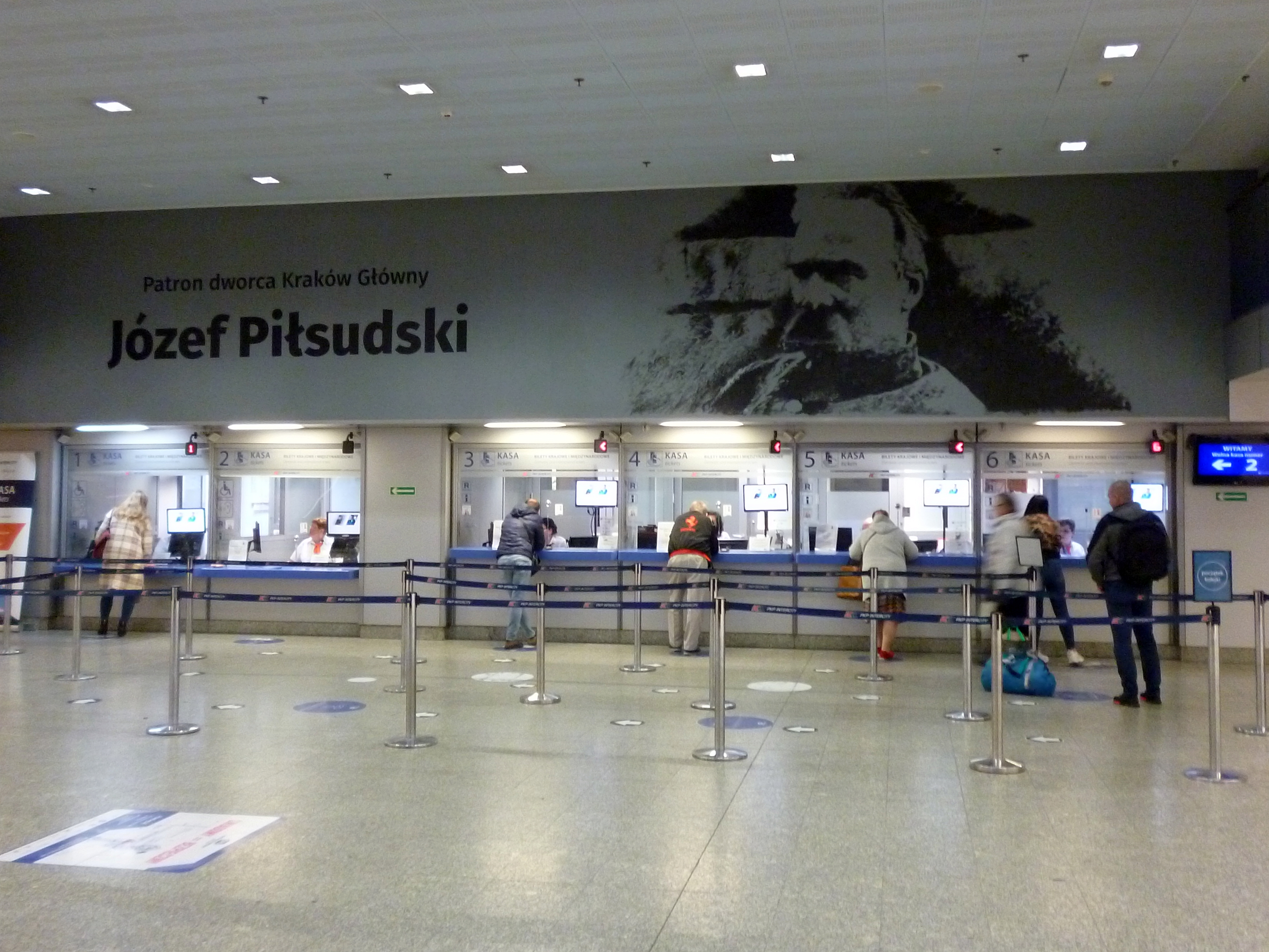
Kasy biletowe, wizerunek patrona Józefa Piłsudskiego

Kraków Główny – stacja kolejowa w Krakowie, będąca jedną z najważniejszych w południowej Polsce, obsługująca połączenia lokalne i dalekobieżne w ruchu krajowym i międzynarodowym. Według kategoryzacji PKP ma najwyższą kategorię – premium.
Ruch na stacji kierowany jest z jednej nastawni dysponującej „KGB”, wyposażonej w urządzenia komputerowe typu Ebilock 950. W związku z posadowieniem obiektu na filarach, kierowane są na niego tylko pociągi pasażerskie. Wszystkie pociągi towarowe omijają centrum miasta tzw. małą obwodnicą przez stację Kraków Olsza.
Od 14 lutego 2014 główna hala dworca znajduje się bezpośrednio pod peronami kolejowymi, a jednocześnie bezpośrednio ponad Tunelem Krakowskiego Szybkiego Tramwaju. Całość wchodzi w skład Krakowskiego Centrum Komunikacyjnego.
Budynek starego dworca, znajdujący się na południe od peronów, stanowi jeden z obiektów na trasie Krakowskiego Szlaku Techniki utworzonego 6 kwietnia 2006 roku.

## Ruch pasażerski
| Rok  | Wymiana roczna | Wymiana pasażerska na dobę | miejsce w Polsce |
| ---- | -------------- | -------------------------- | ---------------- |
| 2017 | 16 600 000     | 45 500                     | 4                |
| 2018 | 15 100 000     | 41 100                     | 6                |
| 2019 | 15 400 000     | 42 300                     | 7                |
| 2020 | 8 300 000      | 22 600                     | 7                |
| 2021 | 11 800 000     | 32 300                     | 3                |
| 2022 | 20 100 000     | 55 100                     | 3                |
| 2023 | 23 410 000     | 64 100                     | 3                |

## Historia
Początkowo planowano wybudowanie dworca w okolicach Łobzowa lub w rejonie wylotu ul. Długiej, ostatecznie wybór padł jednak na obszerną realność Józefa Brodowicza, leżącą w dzielnicy Wesoła między Ogrodem Strzeleckim, ul. Lubicz i ul. Pawią. Tereny te nabyto za 200 tys. złp. w połowie roku 1844, zakupując też usytuowany tam nowy pałacyk, w którym umieszczono biura kolejowe przeniesione z położonej na Rynku Głównym kamienicy Treutlera.
12 października 1844 roku o godz. 12:00 poświęcono kamień węgielny pod budynek dworca, mającego powstać jako stacja końcowa Kolei Krakowsko-Górnośląskiej. W uroczystości wzięli udział rezydenci Imperium Rosyjskiego i Królestwa Prus, przedstawiciele władz Wolnego Miasta Kraków, delegaci władz ze Śląska, goście z Królestwa Prus i Królestwa Polskiego, członkowie Towarzystwa Kolei Krakowsko-Górnośląskiej oraz licznie zgromadzeni krakowianie. Uroczyste otwarcie dworca i uruchomienie linii kolejowej z Krakowa do Mysłowic nastąpiło 13 października 1847 roku.
Budynek nowego dworca wzniesiono w poł. XIX w. w stylu neorenesansowym, znamiennym dla pruskiego budownictwa kolejowego (budowniczy był inżynierem kolei górnośląskich z Wrocławia). Powstał on według projektu wrocławskiego architekta Petera Rosenbauma. Fasada zachodnia posiadała trzy ryzality, z których środkowy był bardziej wysunięty, wyższy i szerszy od pozostałych, usytuowanych na skrzydłach gmachu. W ryzalitach tych umieszczono wejścia do poczekalni, kas i biur kolejowych. Fasady południowa i północna miały wyższe części środkowe, ozdobione po bokach wielkimi oknami, między którymi znajdowały się cztery wysokie kolumny zakończone sklepionymi łukami. Pod każdym z trzech łuków biegły tory kolejowe umożliwiające wjazd pociągów do krytej hali, gdzie umieszczono perony. Hala peronowa nakryta była szklanym dachem, który umocowano na żelaznych wiązaniach podtrzymywanych przez żelazne filary. Rozplanowanie gmachu dworca dostosowane zostało do planowanego w przyszłości przelotowego ruchu kolejowego z zachodu na wschód. Tory przebiegały przez całą długość hali dworcowej, kończąc się na skraju ul. Lubicz, gdzie znajdowała się tarcza obrotowa służąca do kierowania parowozów na inne tory lub do ich zawracania. Pierwotny dworzec krakowski oddalony był od ul. Lubicz o ok. 50 metrów. Przed budynkiem od strony zachodniej umieszczono podjazd dla powozów i fiakrów oraz zieleniec. Od strony północnej wznosiły się magazyny, warsztaty i inne zabudowania kolejowe.
W XIX wieku dworzec przeszedł jeszcze dwie przebudowy – w latach 1869–1871 oraz 1892–1894 – które ostatecznie nadały mu styl eklektyczny. Ostatnia przebudowa dworca miała miejsce w 1920 roku.
Przedłużenie linii w kierunku wschodnim w 1856 roku i dalsza rozbudowa węzła kolejowego spowodowała konieczność znacznej rozbudowy dworca, której dokonano w latach 1869–1871, przy zachowaniu nowoczesnego jak na tę epokę układu funkcjonalnego. Po likwidacji ogrodów przydworcowych budynek dworca został powiększony niemal dwukrotnie, do obszaru zajmowanego obecnie, nadano mu też nieco nowocześniejszą formę architektoniczną. Kolejne modernizacje miały miejsce w latach 1892–1893 (budowa żelbetowego tunelu pod peronami) i 1920 (rozbudowa). Równocześnie powstawały elementy infrastruktury przydworcowej, jak m.in. hala peronowa (ok. 1870, zastąpiona przez nową halę ok. 1895), parowozownia z warsztatami, osiedle dla pracowników kolei (realizowane etapami 1869–1925), wiadukt nad ul. Lubicz (1898, autorstwa Teodora Talowskiego), wieża wodna (najnowsza ok. 1925) czy drukarnia kolejowa (1927). W latach 30., w związku m.in. z budową linii kolejowej do Kielc i Warszawy, całkowicie przebudowano układ torowy dworca, burząc halę dworcową i zwiększając liczbę peronów. W tej postaci dworzec przetrwał przez kolejne kilkadziesiąt lat.
W minionym stuleciu kilkakrotnie rozważano likwidację dworca w dotychczasowej lokalizacji. Plan rozbudowy Krakowa z 1934 zakładał realizację nowego budynku w odległości ok. 300 metrów na północ od dotychczasowego, który zamierzano rozebrać. W okresie Generalnego Gubernatorstwa niemieccy okupanci rozważali likwidację średnicowej linii kolejowej (w jej miejscu miała powstać aleja miejska) i budowę nowej po zachodniej stronie miasta, wraz z nowym dworcem kolejowym w planowanej monumentalnej dzielnicy rządowej w Dębnikach. Podobne zamierzenia sformułowały władze PRL w związku z budową w latach 50. Nowej Huty, z tym że nowa linia średnicowa miała przebiegać na wschód od dotychczasowej, a nowy dworzec powstałby w okolicach Ronda Mogilskiego. Wszystkie te plany nie wyszły poza fazę wstępnych projektów.

### Modernizacja
Na początku XXI w. wybudowano nowe perony, a także zlokalizowano stanowiska taksówek. W czerwcu 2013 planowane było ukończenie budowy podziemnej hali. Ze względu na nieporozumienie między spółkami kolejowymi miała ona zostać udostępniona pasażerom dopiero na przełomie sierpnia i września, lecz następnie, ze względu na nieujętą w pierwotnych planach gruntowną modernizację jednego z dworcowych tuneli, termin otwarcia został po raz kolejny przesunięty – na 2013 rok. W związku z odstąpieniem przez PKP SA od umowy zawartej z wykonawcą, który ogłosił upadłość we wrześniu 2012, termin został wstępnie ustalony na IV kwartał 2013 roku. 13 lutego 2013 PKP SA ogłosiły, że komisja inwentaryzacyjna oceniająca zaawansowanie inwestycji stwierdziła, że nowemu wykonawcy potrzebne będzie co najmniej osiem miesięcy, aby ją zakończyć. Ponieważ ogłoszenie przetargu miało nastąpić najwcześniej w marcu, termin otwarcia miał nie być wcześniejszy niż w 2014 roku. 12 lipca 2013 ogłoszono ponadto, że zakończenie remontu przewidziane jest na grudzień tegoż roku. Ostatecznie nowy, podziemny dworzec oddano do użytku 14 lutego 2014 roku.

## Skomunikowanie
W tunelu pod dworcem przebiega linia Krakowskiego Szybkiego Tramwaju, po zachodniej i wschodniej stronie dworca znajdują się przystanki linii tramwajowych i autobusowych krakowskiej komunikacji miejskiej. Po stronie wschodniej znajduje się także dworzec autobusowy komunikacji międzymiastowej.

## Połączenia kolejowe

### Zagraniczne
- Lwów: IC (na odcinku międzynarodowym jako międzynarodowy pospieszny (MP))
- Praga: ekspres[15][16] (Ex), IC (w tym połączenie nocne pod marką EuroNight (EN))
- Budapeszt: IC (w tym połączenie nocne pod marką EN)
- Wiedeń: IC (w tym połączenie nocne pod marką EN)
- Graz: IC (obsługiwane w kooperacji z ÖBB[17])
- Berlin: IC (w tym nocne połączenie pod marką NightJet)
- Grodno: TLK[18]

## Stary dworzec

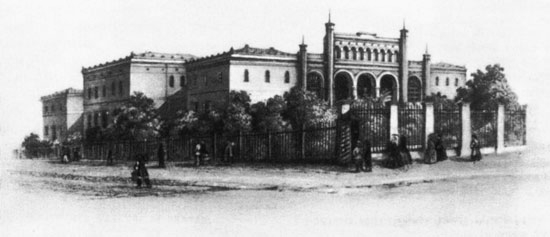
Dworzec Kolei Krakowsko-Górnośląskiej w połowie XIX w.
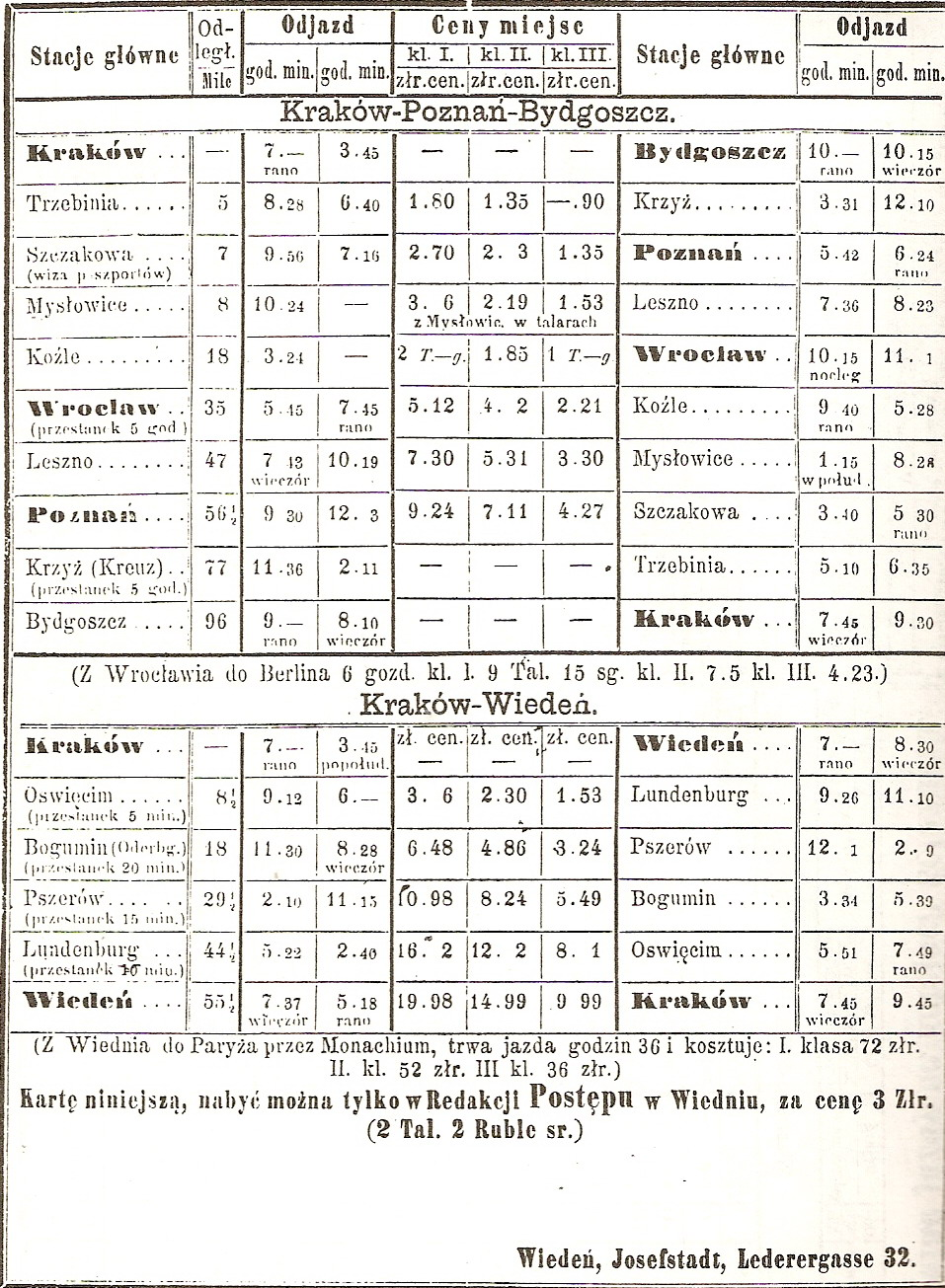
Rozkład jazdy z 1862 r.
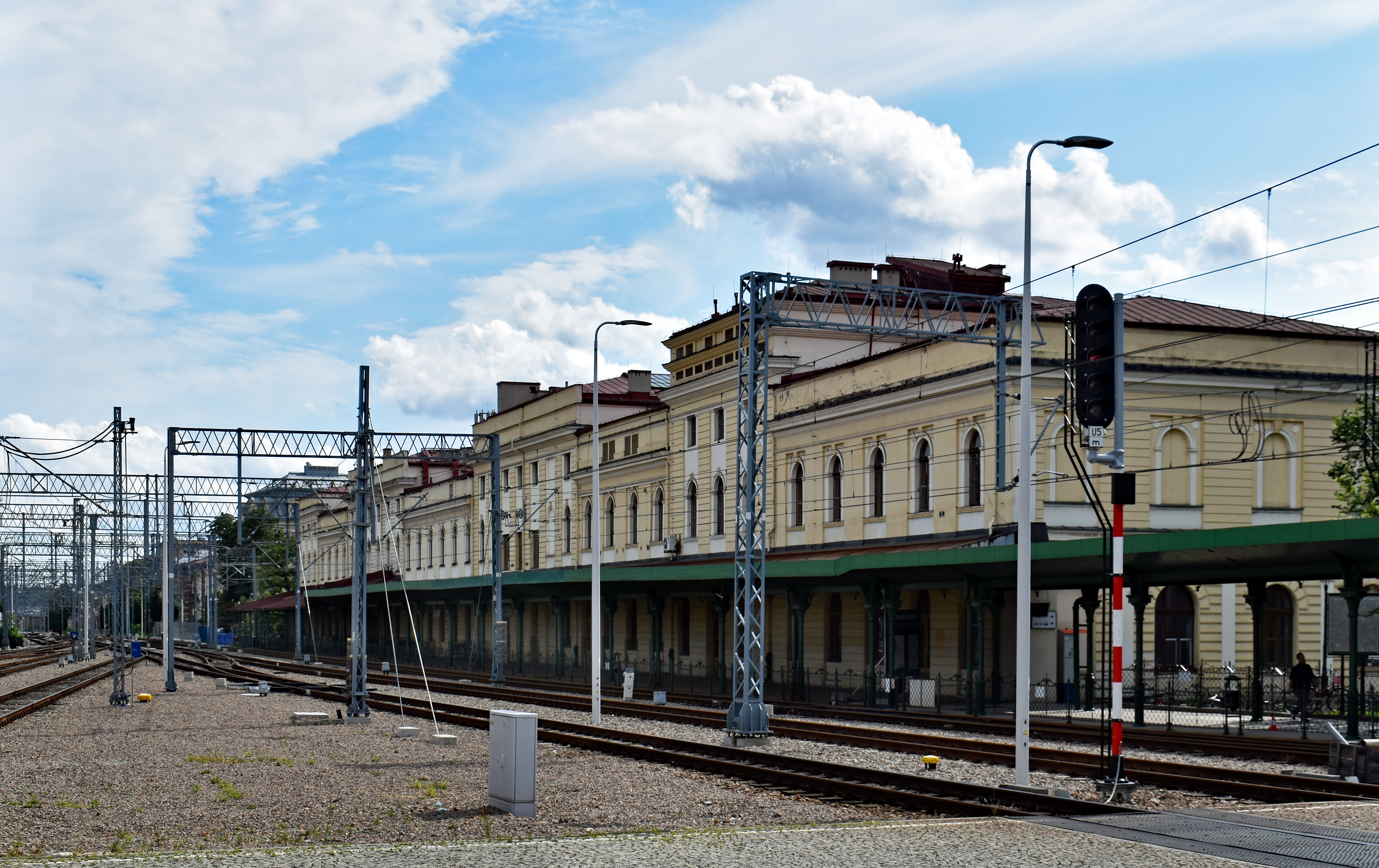
Stary dworzec
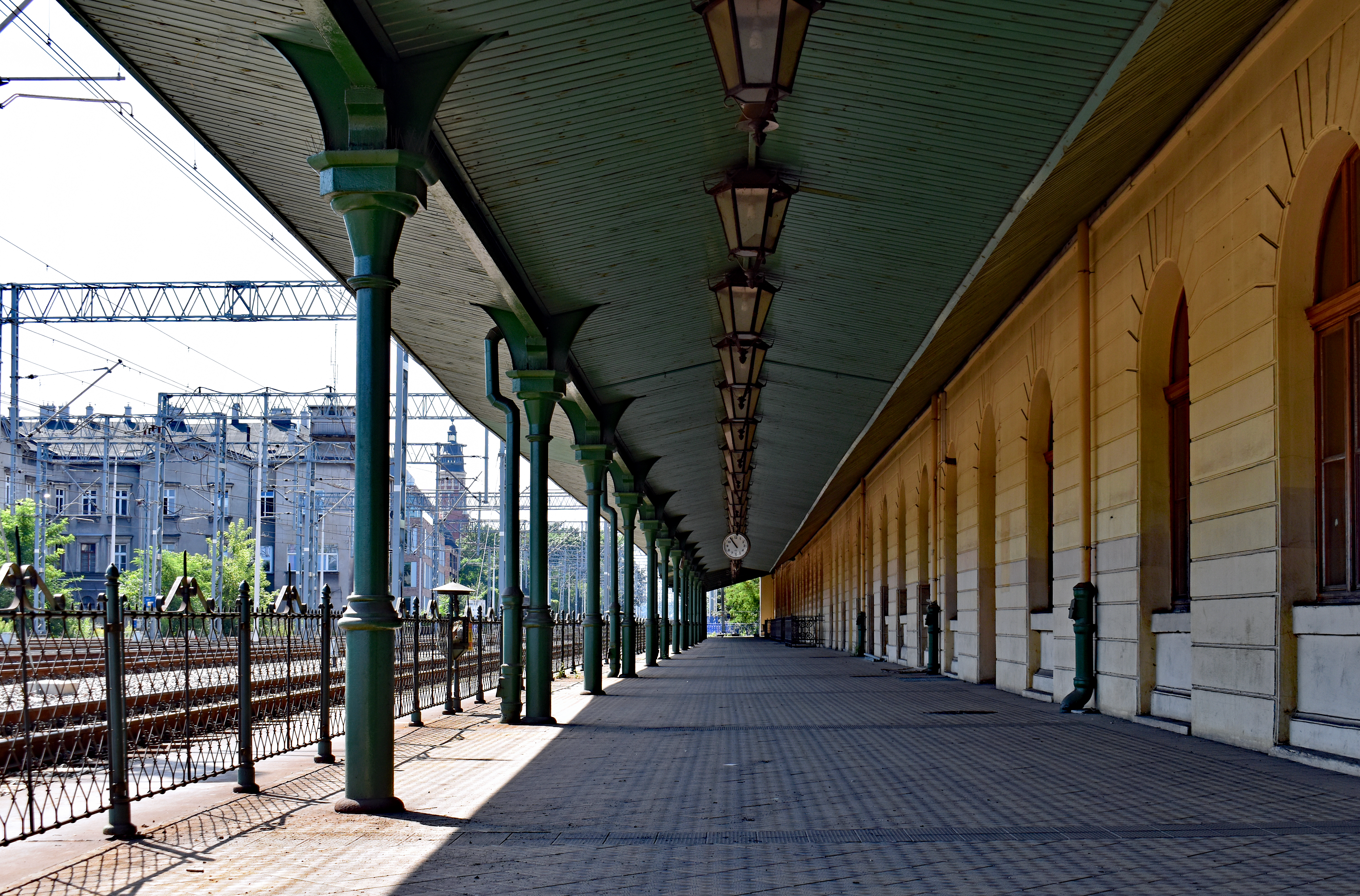
Peron 1 starego dworca
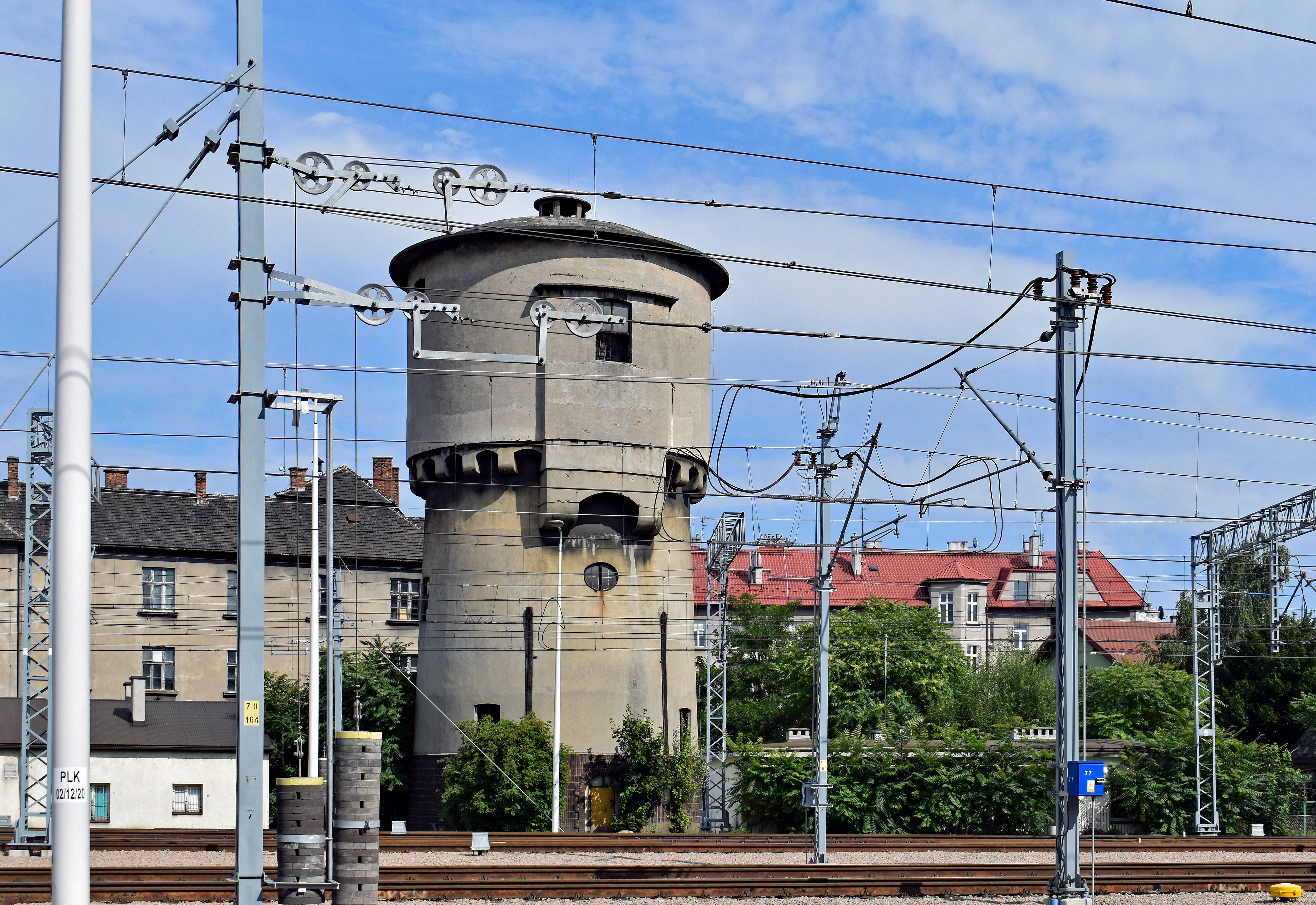
Wieża wodna, ul. Bosacka
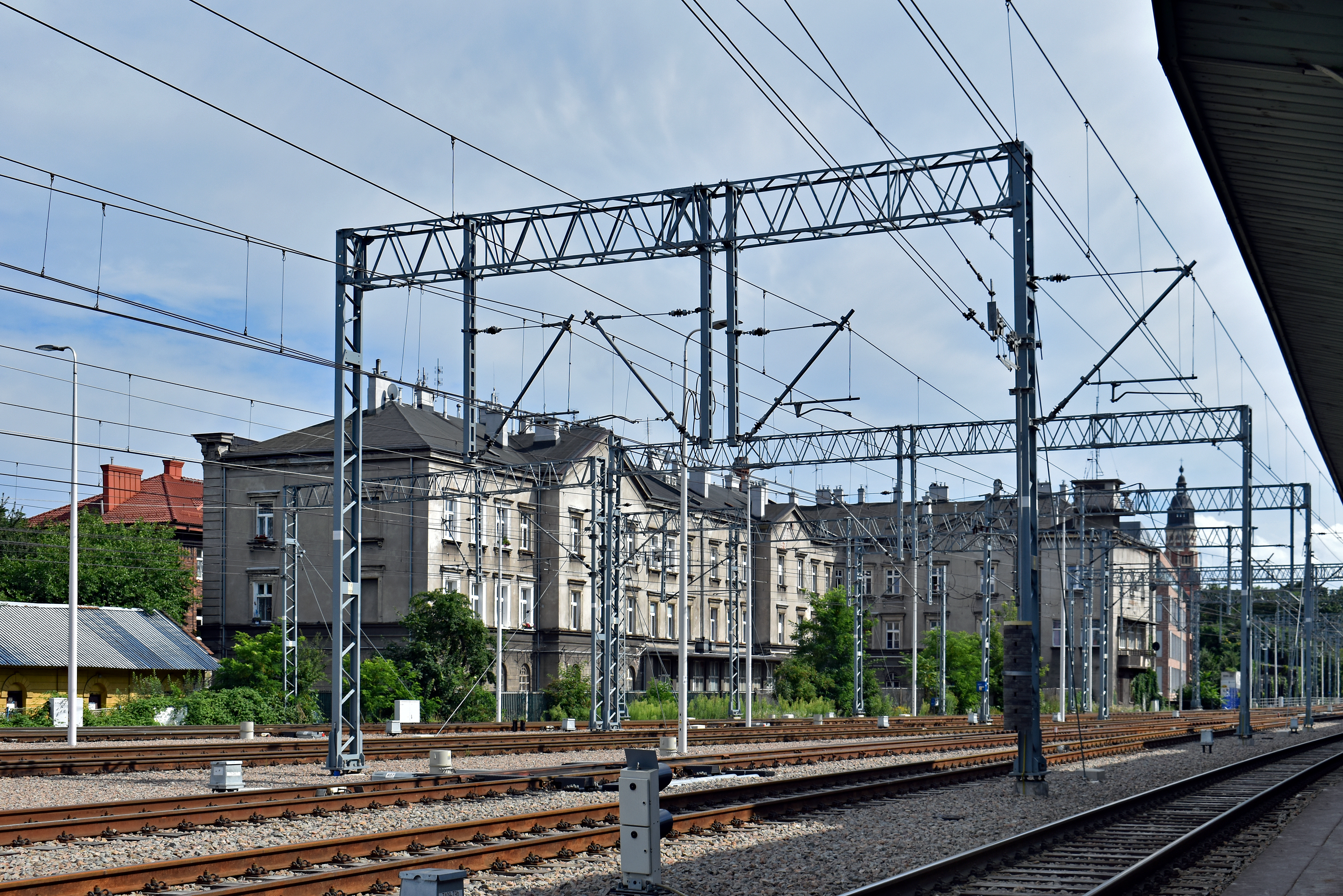
Kamienice urzędników i kolejarzy, ul. Lubicz 10a-10d
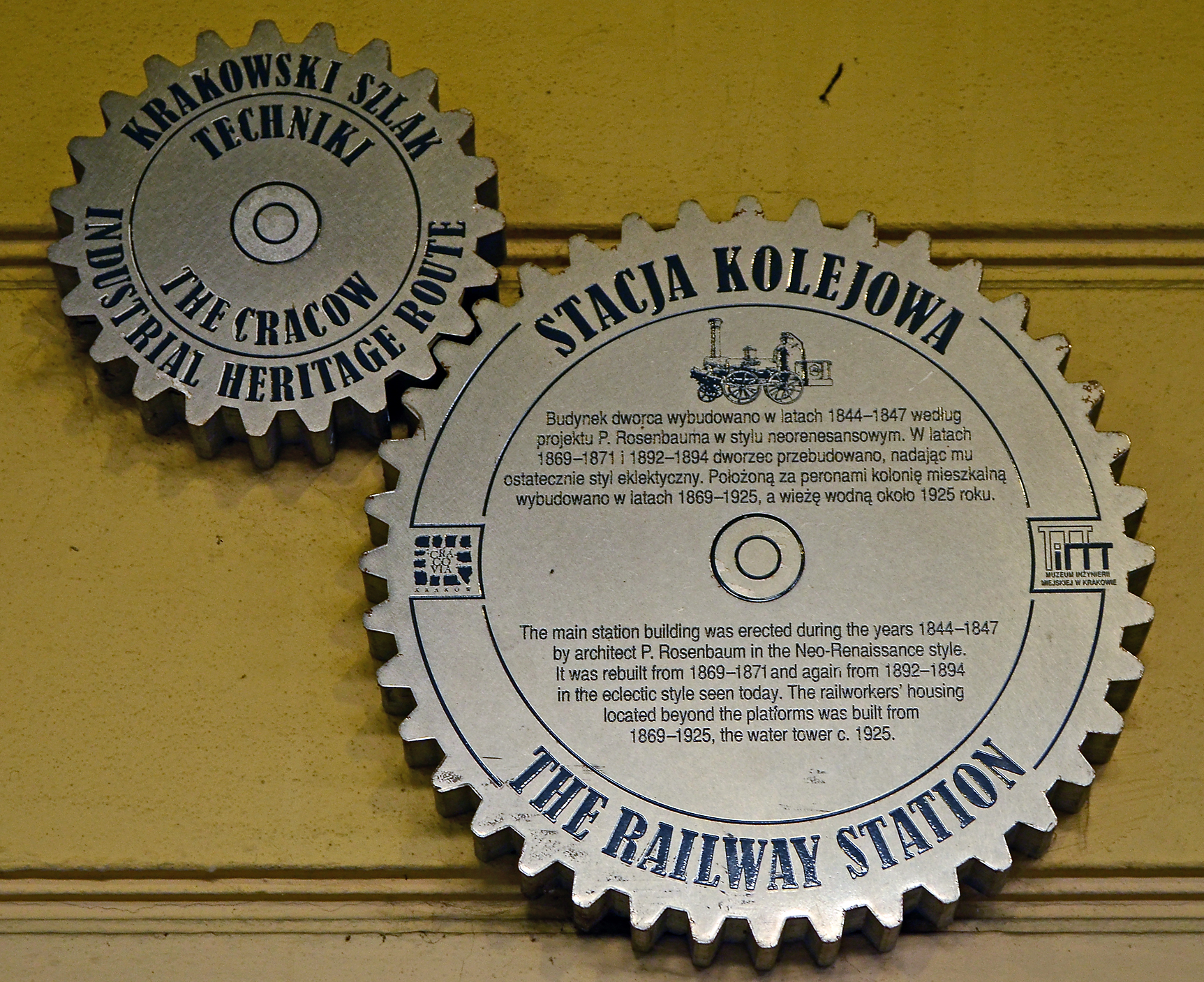
Oznaczenie dworca na Krakowskim Szlaku Techniki